# فرودگاه ریچارد تول
 فرودگاه ریچارد تول (به انگلیسی: Richard Toll Airport) یک فرودگاه همگانی با کد یاتا RDT است . این فرودگاه در کشور سنگال قرار دارد و در ارتفاع ۶ متری از سطح دریا واقع شده است.